# 신과함께-인과 연
《신과함께-인과 연》은 2018년 8월 1일 (수요일)에 개봉한 대한민국의 판타지 드라마 영화이자 천만 관객 돌파 영화이다. 2017년 공개된 《신과함께-죄와 벌》의 속편으로, 주호민의 만화 《신과함께》를 원작으로 한다.
8월 14일 《신과함께-인과 연》의 관객 수가 1000만을 넘어, 신과함께 시리즈는 대한민국에서 역대 최초로 '쌍천만 관객 영화'라는 타이틀을 기록하여, 전작인 《신과함께-죄와 벌》에 이어서, 또 하나의 전환점을 제공하였다.
2019년 9월 14일에 SBS 및 KNN 부산경남방송 등 9개 지역 민방 네트워크를 통해서 추석특선영화로도 방영한 바 있다.

## 줄거리
- 이승에서의 억울한 죽음으로 원귀로 변했던 김수홍은 강림차사에 의해 원래대로였다면 소멸시켜야 했지만 저승의 재판을 받게 된다. 이후 3차사인 강림, 해원맥, 덕춘이는 김수홍을 49번째 귀인으로 만들기 위해 불의지옥, 폭력지옥, 살인지옥을 거쳐 재판을 진행한다.
- 또한 재판 진행을 위해 진작 저승으로 데려가야 하는 허춘삼 할아버지의 죽음을 완료하여 저승으로 데려오는 임무를 3차사가 맡게 된다. 하지만 성주신의 방해로 임무를 실패한 해원맥과 덕춘은 손자인 현동이가 입학할 때까지 유보해주는 대신 염라대왕이 지워버렸던 자신들의 과거에 대한 기억을 알려줄 것을 요구한다. 이를 통해 3차사는 자신들의 숨겨진 관계와 과거를 알게 된다.

## 주요 등장인물의 성격과 역할

### 월직차사 이덕춘
3차사 중 가장 다정하고 여린 심성을 가지고 있다. 해원맥과 함께 전생에 대한 기억이 전혀 없는 채로 천년동안 차사로 활동하며 주로 눈을 감아 망자의 기소내용을 확인하고 변호를 보조하는 역할을 한다. 덕춘은 긍정적이고 따뜻한 마음씨로 망자들에게 위로와 희망을 주는 존재이다.

### 일직차사 해원맥북
망자가 저승에서 재판을 받기위해 지옥으로 가는 길을 안전하게 호위하는 일을 맡는다. 지옥을 돌아다니면 여러 지옥귀들이 출현하기도 하고 예상치 못한 위험한 사고가 종종 발생하는데 이때 망자를 보호하는 역할이다. 따라서 싸움은 매우 잘하지만 생각보다 몸이 앞서는 타입으로 다혈질이다.

### 강림도령 강림
3차사 중에서 유일하게 전생에 대한 기억을 가지고 있다. 강하고 우직하여 싸움을 잘할 뿐만 아니라 현명해서 재판을 통해 망자들이 유죄를 받을 위기에서 구출해내기도 한다. 전작에서 강림은 망자들에게 다소 차갑게 대하는 모습을 보이는데 이 영화에서는 의외로 김수홍에게 동정을 베푸는 면을 보여준다. 원귀는 발견한 즉시 영혼을 소멸시켜야 하는 저승의 법을 어기면서 원귀가 된 김수홍과 말을 나누기도 하며 불태워야 하는 김수홍의 시체도 인간들이 발견할 수 있게 하기도 한다. 또한 자신이 원하는 것을 도와주면 순순히 저승으로 가겠다는 말을 듣고 차사들은 이승의 일에 개입해서는 안 된다는 저승의 법을 어겨가면서까지 죄책감에 휩싸여 자살하려는 관심병사 원동연을 도와주며 김수홍의 말을 직접 전달해주는 메신저의 역할도 한다.

### 김수홍
형인 김자홍과 달리 자신의 할 말을 소신 있게 말하는 적극적, 능동적인 인물로 호기심이 많아 지옥 재판에 가는 길에 강림차사의 과거를 계속해서 캐묻는다.

## OST(Original Sound Track)
전작과 같이 스페셜 패키지로 2018년 8월 1일 오리지널 사운드 트랙을 발표했다.
음악감독 : 방준석
작곡/편곡 : 방준석, 임미란, 임지향, 강미미, 김혜현, 김지혜, 현서원, 최유미
배급 : 블루보이
| 트랙번호 | 곡 제목                  | 작곡                   | 편곡           |
| 1        | 귀인                     | 강미미, 방준석         | 강미미         |
| 2        | 일어나세요!              | 김혜현, 방준석         | 김혜현         |
| 3        | 재판을 받게 해주십시오   | 임미란, 방준석         | 임미란         |
| 4        | 허춘삼을 데려와라        | 임미란, 방준석         | 임미란         |
| 5        | 가택신 “성주”            | 임미란, 최혜인, 방준석 | 임미란         |
| 6        | 성주의 마을              | 최유미                 | 최유미         |
| 7        | 말해보거라               | 이지향, 방준석         | 이지향         |
| 8        | 대면                     | 김혜현                 | 김혜현         |
| 9        | 삼도천                   | 현서원, 이지향, 방준석 | 현서원, 이지향 |
| 10       | 삼도천2                  | 이지향, 방준석         | 이지향         |
| 11       | 적패지                   | 강미미, 현서원, 방준석 | 강미미         |
| 12       | 뭐가 문제야?             | 강미미, 방준석         | 강미미         |
| 13       | 부처                     | 현서원, 방준석         | 현서원         |
| 14       | 인면어                   | 임미란, 방준석         | 임미란         |
| 15       | 인면어2                  | 이지향, 방준석         | 이지향         |
| 16       | 똥 묻은 성주             | 김지혜, 방준석         | 김지혜         |
| 17       | 우리 기억을 찾아줘       | 강미미, 방준석         | 강미미         |
| 18       | 해원맥                   | 김지혜, 방준석         | 김지혜         |
| 19       | 해결사                   | 김혜현, 방준석         | 김혜현         |
| 20       | 최고의 무사              | 임미란, 방준석         | 임미란         |
| 21       | 지붕 위의 해원맥         | 김지혜, 방준석         | 김지혜         |
| 22       | 성주의 이야기            | 현서원, 방준석         | 현서원         |
| 23       | 펀드                     | 현서원, 방준석         | 현서원         |
| 24       | 덕춘의 과거              | 김지혜, 방준석         | 김지혜         |
| 25       | 강림의 아버지            | 이지향, 방준석         | 이지향         |
| 26       | 아버지의 유언            | 김혜현, 방준석         | 김혜현         |
| 27       | 강림의 동생              | 임미란, 방준석         | 임미란         |
| 28       | 장기                     | 김혜현                 | 김혜현         |
| 29       | 대결                     | 김혜현, 방준석         | 김혜현         |
| 30       | 거자필반                 | 현서원, 방준석         | 현서원         |
| 31       | 위기                     | 이지향, 방준석         | 이지향         |
| 32       | 도움의 손길              | 김혜현, 방준석         | 김혜현         |
| 33       | 철거반 아니에요          | 김지혜, 방준석         | 김지혜         |
| 34       | 랩터                     | 이지향, 방준석         | 이지향         |
| 35       | 동사무소                 | 이지향, 방준석         | 이지향         |
| 36       | 뛰어!                    | 김혜현, 방준석         | 김혜현         |
| 37       | 티라노 사우르스          | 최유미                 | 최유미         |
| 38       | 할아버지의 이야기        | 김혜현, 방준석         | 김혜현         |
| 39       | 네 이놈!                 | 이지향, 방준석         | 이지향         |
| 40       | 두려워 하는 것           | 현서원, 방준석         | 현서원         |
| 41       | 수홍의 회상              | 현서원, 방준석         | 현서원         |
| 42       | 강림의 상처              | 현서원, 방준석         | 현서원         |
| 43       | 강림의 아버지2           | 이지향, 방준석         | 이지향         |
| 44       | 변명                     | 이지향, 방준석         | 이지향         |
| 45       | 옛날 옛적에              | 김혜현, 방준석         | 김혜현         |
| 46       | 어두운 해원맥            | 현서원, 방준석         | 현서원         |
| 47       | 죽음의 비밀              | 김지혜, 방준석         | 김지혜         |
| 48       | 돌고 돌아가는 인생       | 최유미                 | 최유미         |
| 49       | 후견인                   | 현서원, 방준석         | 현서원         |
| 50       | 불의지옥                 | 이지향, 방준석         | 이지향         |
| 51       | 난장판이 된 집           | 김지혜, 방준석         | 김지혜         |
| 52       | 괴로운 원일병            | 김지혜, 방준석         | 김지혜         |
| 53       | 성주                     | 이지향, 방준석         | 이지향         |
| 54       | 억울한 망자              | 김지혜, 방준석         | 김지혜         |
| 55       | 밀언                     | 임미란                 | 임미란         |
| 56       | 폭력지옥                 | 이지향, 방준석         | 이지향         |
| 57       | 설원                     | 김혜현, 방준석         | 김혜현         |
| 58       | 가!                      | 현서원, 방준석         | 현서원         |
| 59       | 해원맥의 고백            | 현서원, 방준석         | 현서원         |
| 60       | 천년 전 과거             | 김지혜, 방준석         | 김지헤         |
| 61       | 천년동안 지켜보니까      | 현서원, 방준석         | 현서원         |
| 62       | 정신차려                 | 김혜현, 방준석         | 김혜현         |
| 63       | 밝혀지는 비밀            | 이지향, 방준석         | 이지향         |
| 64       | 강림의 기억              | 김지혜, 현서원, 방준석 | 김지혜         |
| 65       | 덕춘의 눈물              | 김지혜, 방준석         | 김지혜         |
| 66       | 강림의 눈                | 최유미                 | 최유미         |
| 67       | 박중위                   | 김지혜, 방준석         | 김지혜         |
| 68       | 수홍의 마지막 재판       | 임미란, 방준석         | 임미란         |
| 69       | 수사                     | 김혜현, 방준석         | 김혜현         |
| 70       | 강림의 고백              | 임미란, 방준석         | 임미란         |
| 71       | 강림의 지옥              | 현서원, 방준석         | 현서원         |
| 72       | 수홍의 최종판결          | 김혜현, 방준석         | 김혜현         |
| 73       | 호명 삼창                | 임미란, 방준석         | 임미란         |
| 74       | 용서                     | 강미미, 방준석         | 강미미         |
| 75       | 초군문                   | 강미미, 방준석         | 강미미, 최혜인 |
| 76       | 수홍에게 제안            | 임미란, 현서원, 방준석 | 임미란         |
| 77       | 신과 함께 엔딩 - 인과 연 | 임미란, 방준석         | 임미란         |
| 78       | 제안 1                   | 강미미, 방준석         | 강미미         |
| 79       | 제안 2                   | 임미란, 방준석         | 임미란         |

이외의 삽입곡으로 1990년 조용필 12집 ‘추억속의 재회’ - ‘돌고 도는 인생’ 이 사용되었다.

## 관객 수
한달 간 관객 수 변화 [2018. 08. 01~ 2018. 09. 01]
개봉 첫 날 124만 관객수 기록
개봉 4일차 역대 최고 일일 관객수 146만
개봉 5일차 600만 관객 기록
개봉 9일차 900만 관객 기록
개봉 14일 만에 천만 관객 돌파

### 영화진흥위원회 영화관입장권통합전산망박스오피스
| 날짜       | 스크린점유율 | 상영횟수 | 상영점유율 | 좌석수    | 좌석점유율 | 좌석판매율 | 매출액         | 관객수    | 누적관객수 | 순위 |
| 2018-08-01 | 35.9%        | 9,825    | 53.3%      | 1,742,278 | 60.4%      | 71.6%      | 9,684,810,000  | 1,246,603 | 1,268,352  | 1    |
| 2018-08-02 | 36.8%        | 10,079   | 54.4%      | 1,772,123 | 61.2%      | 60.8%      | 8,458,786,450  | 1,078,012 | 2,346,364  | 1    |
| 2018-08-03 | 38.6%        | 10,543   | 56.6%      | 1,849,070 | 63.6%      | 58.3%      | 9,384,731,499  | 1,078,478 | 3,424,842  | 1    |
| 2018-08-04 | 39.5%        | 11,159   | 59.0%      | 1,938,146 | 65.6%      | 75.7%      | 12,779,805,288 | 1,466,225 | 4,891,067  | 1    |
| 2018-08-05 | 39.3%        | 10,992   | 59.0%      | 1,914,457 | 65.8%      | 68.0%      | 11,361,976,500 | 1,302,687 | 6,193,754  | 1    |
| 2018-08-06 | 40.7%        | 10,550   | 59.0%      | 1,851,230 | 66.0%      | 34.0%      | 4,990,976,600  | 629,793   | 6,823,547  | 1    |
| 2018-08-07 | 39.9%        | 10,455   | 58.6%      | 1,834,413 | 65.6%      | 28.1%      | 4,056,513,200  | 515,945   | 7,339,492  | 1    |
| 2018-08-08 | 26.0%        | 6,813    | 36.7%      | 1,260,161 | 43.3%      | 31.4%      | 3,125,803,000  | 395,474   | 7,734,966  | 1    |
| 2018-08-09 | 24.6%        | 6,526    | 34.9%      | 1,210,554 | 41.3%      | 26.9%      | 2,577,443,500  | 325,130   | 8,060,096  | 1    |
| 2018-08-10 | 23.6%        | 6,377    | 33.6%      | 1,177,633 | 39.6%      | 30.3%      | 3,132,666,948  | 356,267   | 8,416,363  | 1    |
| 2018-08-11 | 23.0%        | 6,396    | 33.0%      | 1,163,861 | 38.3%      | 55.4%      | 5,709,067,964  | 644,582   | 9,060,945  | 1    |
| 2018-08-12 | 22.6%        | 6,144    | 32.3%      | 1,119,489 | 37.6%      | 50.9%      | 5,026,357,700  | 570,288   | 9,631,233  | 1    |
| 2018-08-13 | 22.7%        | 5,786    | 31.6%      | 1,027,878 | 35.8%      | 22.3%      | 1,822,130,700  | 228,960   | 9,860,193  | 2    |
| 2018-08-14 | 21.7%        | 5,794    | 31.1%      | 1,025,038 | 35.1%      | 25.5%      | 2,089,100,400  | 261,662   | 10,121,855 | 2    |
| 2018-08-15 | 16.4%        | 4,227    | 21.4%      | 747,308   | 24.2%      | 55.8%      | 3,637,360,500  | 417,019   | 10,538,874 | 2    |
| 2018-08-16 | 16.0%        | 3,949    | 20.9%      | 682,219   | 23.0%      | 20.6%      | 1,112,884,000  | 140,422   | 10,679,296 | 3    |
| 2018-08-17 | 15.5%        | 3,900    | 20.4%      | 670,269   | 22.4%      | 21.2%      | 1,251,639,564  | 141,793   | 10,821,089 | 3    |
| 2018-08-18 | 14.8%        | 3,892    | 19.7%      | 652,284   | 21.0%      | 41.1%      | 2,380,609,096  | 268,266   | 11,089,355 | 3    |
| 2018-08-19 | 14.9%        | 3,728    | 19.2%      | 626,127   | 20.6%      | 36.8%      | 2,040,412,600  | 230,492   | 11,319,847 | 3    |
| 2018-08-20 | 15.5%        | 3,532    | 19.5%      | 578,926   | 20.2%      | 14.3%      | 662,716,400    | 82,706    | 11,402,553 | 3    |
| 2018-08-21 | 15.4%        | 3,522    | 19.5%      | 574,364   | 20.1%      | 13.6%      | 609,501,200    | 77,873    | 11,480,426 | 3    |
| 2018-08-22 | 12.9%        | 2,492    | 13.5%      | 380,485   | 13.1%      | 16.5%      | 487,097,000    | 62,694    | 11,543,120 | 4    |
| 2018-08-23 | 12.1%        | 2,264    | 12.8%      | 338,366   | 12.0%      | 14.2%      | 378,157,100    | 48,148    | 11,591,268 | 4    |
| 2018-08-24 | 11.8%        | 2,350    | 12.6%      | 347,106   | 11.7%      | 18.5%      | 570,284,300    | 64,192    | 11,655,460 | 4    |
| 2018-08-25 | 11.4%        | 2,495    | 12.6%      | 375,166   | 12.0%      | 31.7%      | 1,050,992,200  | 118,886   | 11,774,346 | 4    |
| 2018-08-26 | 11.5%        | 2,422    | 12.6%      | 364,819   | 12.0%      | 29.4%      | 947,321,800    | 107,231   | 11,881,577 | 4    |
| 2018-08-27 | 12.5%        | 2,325    | 13.1%      | 345,918   | 12.2%      | 10.8%      | 293,460,000    | 37,465    | 11,919,042 | 3    |
| 2018-08-28 | 12.5%        | 2,283    | 13.0%      | 337,557   | 12.0%      | 10.3%      | 269,936,800    | 34,852    | 11,953,894 | 4    |
| 2018-08-29 | 9.3%         | 1,406    | 7.6%       | 189,006   | 6.4%       | 19.3%      | 225,259,800    | 36,540    | 11,990,434 | 5    |
| 2018-08-30 | 9.3%         | 1,423    | 7.7%       | 188,669   | 6.4%       | 12.5%      | 181,822,100    | 23,582    | 12,014,016 | 5    |
| 2018-08-31 | 8.9%         | 1,394    | 7.4%       | 182,465   | 6.0%       | 16.2%      | 253,461,000    | 29,530    | 12,043,546 | 4    |
| 2018-09-01 | 8.3%         | 1,390    | 7.0%       | 185,380   | 5.9%       | 22.3%      | 362,155,550    | 41,303    | 12,084,849 | 4    |

### 관객 수 변화 그래프
2018년 8월 1일부터 8월 31일까지 한달 간의 관객수 변화를 기록한 그래프이다.

## 영화의 기본적인 설정
인간이 사망한 후 저승에서 올라온 차사들이 망자의 이름을 세 번 부르면 망자는 저승으로 불려가며 죽음이 완료된다. 이렇게 불려간 망자들은 이후부터 49일 동안 저승을 돌아다니며 이승에서 저질렀던 죄에 대한 심판을 받는다. 이 심판은 총 7개로 살인지옥, 나태지옥, 거짓 지옥, 불의 지옥, 배신 지옥, 폭력 지옥, 천륜 지옥이 있는데 각각 인간이 저지를 수 있는 죄에 대한 심판이며 각 지옥을 담당하는 대왕들 앞에서 진행된다. 심판의 판결이 유죄라면 지옥마다 다른 형벌을 대왕이 판결하는 기간 동안 받아야 한다. 유죄로 판결 받아 형벌을 마치고 나면 다음 지옥에서 똑같이 재판을 받고 무죄라면 다음 재판으로, 유죄라면 형벌을 받는다. 인간은 이승에서 수많은 죄를 저지르기 때문에 이러한 재판들을 무죄로 넘어가기는 어렵다. 그런데 가끔 모든 재판을 무죄로 통과하는 망자가 발생하는데 이러한 망자는 환생을 할 수 있는 기회를 얻는다. 재판은 망자 혼자 진행하는 것이 아니라 이승의 재판과 비슷한 형태로 검사와 변호사가 존재하는데, 망자의 죄를 기소하는 판관들과 망자와 함께 지옥을 여행하는 차사들이 변호사 역할을 맡는다. 또 망자들 중에는 귀인이 있는데 귀인이란 망자들의 수명이 적힌 적패지 뒤에 귀인이라는 꼬리표가 붙고 정의로운 망자라는 뜻이다. 이들은 이승에서의 삶과 죽음의 과정이 의롭다고 불릴 만했기 때문에 7개의 지옥 중 재판에서 기소당하는 일조차 없이 바로 통과되는 일이 생긴다. 즉, 7개의 재판을 무죄로 통과하여 환생할 가능성이 큰 사람들인 것이다. 따라서 차사들에게는 변호하기 쉬운 고객이고 판관들에게는 유죄판결을 내리면 승진할 가능성이 높아지는 대상이라고 할 수 있다.

## <신과 함께: 죄와 벌> 과의 연결성
공통된 등장인물이 등장하고 지옥 재판에 대한 기본 설정은 대체적으로 같다. 다만 1편에서 재판에 대한 공방이 주요 줄거리였다면 속편에서는 새로 등장한 인물인 성주신에 의해 드러난 3차사의 과거 이야기를 집중 조명했다. 이 영화의 전작인 ‘신과함께: 죄와 벌’에서 주인공이었던 김자홍의 동생 김수홍이 2편의 주인공으로 등장한다. 1편에서 김수홍은 형인 김자홍이 가져다 주는 돈으로 법 공부를 하며 대법관을 꿈꾸는 청년이었다. 말을 하지 못하는 어머니 밑에서 어렵게 생활하면서도 따뜻한 인품을 가지고 있던 김수홍은 군대에서도 관심병사인 원동연을 잘 챙겨준다. 그런데 어느 날 관심병사 원동연과 함께 보초근무를 서던 중 김수홍은 원동연이 실수로 쏜 총에 맞아 쓰러진다. 연락을 받고 달려온 박중위는 이 사건이 자신의 승진에 누가 되는 것이 두려워 원동연을 설득해 김수홍의 시체를 매장하고 사건을 은폐했다. 그러나 당시 김수홍은 살아있었고 억울하게 생매장 당한 김수홍은 그 원한으로 망자가 아닌 원귀가 되어 형 김자홍의 재판에 영향을 주게 되고 이승에서도 자신의 어머니에게 막 대하는 박중위에게 해를 끼치며 난동을 부린다. 후에는 마음을 다잡아 어머니께 인사를 드리고 벌을 받기 위해 저승으로 이동하는데 그는 귀인이었던 사실이 밝혀졌다. 김자홍이 48번째 환생한 귀인으로 차사들은 김수홍을 49번째 환생인으로 만들기 위해 재판을 진행하려 한다. 왜냐하면 염라대왕은 천 년 전 저승차사로 활동하면서 49명의 망자를 환생시키면 차사들도 자신이 원하는 모습으로 환생시켜주겠다는 약속을 했기 때문이다. 1편의 마지막에서 차사들은 김수홍을 데리고 염라대왕을 찾아가려는데 이들을 막아서려는 염라대왕의 군사들과 싸움을 시작하려 하면서 끝이 난다. 한편, 1편에서는 중요 인물로 등장하지 않았던 인물이 2편에서 한 사건의 중심인물로 등장하기도 한다. 허춘삼 할아버지가 그 인물인데 1편에서는 김자홍, 김수홍의 동네 이웃이며 이따금씩 차사들이 지나 다닐 때 보통 사람들은 보지 못하지만 수명이 다할 날이 가까워 차사들의 존재를 인식하는 인물로 스쳐 지나간다. 이 할아버지가 2편에서는 세 개의 사건 플롯 중 한 사건의 중심으로 사망 예정이 지났지만 성주신의 보호로 저승에 불려가지 않는 인물이며 성주신과 3차사가 대립하다가 타협관계를 맺고 이야기를 나누게 하는 사건의 주요 인물이라고 할 수 있다.

## 캐스팅
- 하정우 : 강림 / 밀언 역 - 본작의 메인 남주인공. 차사
- 주지훈 : 해원맥 역 - 본작의 메인 남주인공. 차사
- 김향기 : 이덕춘 역 - 본작의 메인 여주인공. 차사
- 마동석 : 성주신 역 - 허춘삼 가택신
- 김동욱 : 김수홍 역
- 조한철 : 판관 콤비 역[6]
- 임원희 : 판관 콤비 역
- 남일우 : 허춘삼 역
- 정지훈 : 허현동 역 - 허춘삼 손자
- 도경수 : 원동연 일병 역 - 김수홍 후임. 관심사병
- 이준혁 : 박무신 중위 역 - 김수홍 부대 중대장
- 장광 : 진광대왕 역 - 폭력지옥
- 정해균 : 변성대왕 역 - 살인지옥
- 김명곤 : 강문직 역 - 강림의 아버지. 고려 대장군[7]
- 정유안 : 어린 강림 역
- 예수정 : 김자홍 , 김수홍 모 역
- 안지호 : 거란소년 역
- 김하라 : 털보 역
- 홍인 : 해원맥수하1 역
- 임철수 : 해원맥수하 2 역
- 김태준 : 해원맥수하 3 역
- 권수정 : 여진족아이들 역
- 설시연 : 여진족아이들 역
- 박웅비 : 여진족아이들 역
- 김지안 : 여진족아이들 역
- 이우주 : 여진족아이들 역
- 노강민 : 여진족아이들 역
- 임한빈 : 여진족아이들 역
- 오대원 : 여진족아이들 역
- 성승우 : 여진족아이들 역
- 오희준 : 고려통역사병 역
- 이지혜 : 상담실장 역
- 정아미 : 강문직부인 역
- 김그림 : 박중위아내 역
- 이준혁 : 판사 역
- 김기연 : 원일병의사 역
- 김화영 : 원일병간호사 역
- 김훈만 : 연리동주민대표 역
- 곽민규 : 교도관 역
- 민무제 : 사채업자 역
- 강신철 : 철거반장 역
- 김학충 : 용역무리들 역
- 선율우 : 용역무리들 역
- 성승주 : 용역무리들 역
- 장원진 : 용역무리들 역
- 최성환 : 용역무리들 역
- 김대근 : 용역무리들 역
- 안대웅 : 용역무리들 역
- 신재민 : 천년전 저승사자 역
- 최현종 : 천년전 저승사자 역
- 강경우 : 사슬인간 역
- 이우주 : 사슬인간 역
- 김기태 : 귀왕대 역
- 박건률 : 귀왕대 역
- 권훈 : 귀왕대 역
- 양지수 : 강림 스탠드 인 역
- 윤성찬 : 해원맥 스탠드 인 역
- 문용승 : 밀원 대역
- 김흥래 : 천년전 호랑이 모션가이드 역
- 성동일 : 주민센터직원 / 고려왕 역 (우정출연)
- 김민종 : 저승차사 역 (우정출연)
- 이정재 : 염라대왕 역 (특별출연) - 천륜지옥
- 이경영 : 오관대왕 역 (특별출연) - 불의지옥

## 주요 등장인물의 성격과 역할

### 월직차사 이덕춘
3차사 중 가장 다정하고 여린 심성을 가지고 있다. 해원맥과 함께 전생에 대한 기억이 전혀 없는 채로 천년동안 차사로 활동하며 주로 눈을 감아 망자의 기소내용을 확인하고 변호를 보조하는 역할을 한다. 덕춘은 긍정적이고 따뜻한 마음씨로 망자들에게 위로와 희망을 주는 존재이다.

### 일직차사 해원맥
망자가 저승에서 재판을 받기위해 지옥으로 가는 길을 안전하게 호위하는 일을 맡는다. 지옥을 돌아다니면 여러 지옥귀들이 출현하기도 하고 예상치 못한 위험한 사고가 종종 발생하는데 이때 망자를 보호하는 역할이다. 따라서 싸움은 매우 잘하지만 생각보다 몸이 앞서는 타입으로 다혈질이다.

### 강림도령 강림
3차사 중에서 유일하게 전생에 대한 기억을 가지고 있다. 강하고 우직하여 싸움을 잘할 뿐만 아니라 현명해서 재판을 통해 망자들이 유죄를 받을 위기에서 구출해내기도 한다. 전작에서 강림은 망자들에게 다소 차갑게 대하는 모습을 보이는데 이 영화에서는 의외로 김수홍에게 동정을 베푸는 면을 보여준다. 원귀는 발견한 즉시 영혼을 소멸시켜야 하는 저승의 법을 어기면서 원귀가 된 김수홍과 말을 나누기도 하며 불태워야 하는 김수홍의 시체도 인간들이 발견할 수 있게 하기도 한다. 또한 자신이 원하는 것을 도와주면 순순히 저승으로 가겠다는 말을 듣고 차사들은 이승의 일에 개입해서는 안 된다는 저승의 법을 어겨가면서까지 죄책감에 휩싸여 자살하려는 관심병사 원동연을 도와주며 김수홍의 말을 직접 전달해주는 메신저의 역할도 한다.

### 김수홍
형인 김자홍과 달리 자신의 할 말을 소신 있게 말하는 적극적, 능동적인 인물로 호기심이 많아 지옥 재판에 가는 길에 강림차사의 과거를 계속해서 캐묻기도 한다. 어떻게든 환생시키려는 차사들과는 달리 환생할 마음이 없는 김수홍은 재판에 불리한 발언을 하는 등 차사들과 부딪힌다.

### 성주신
3차사들이 죽었을 때 차사로 저승에 데려갔던 인물로 집에 깃들어 집을 수호하는 가신 중 하나이다. 듬직한 덩치와 힘으로 허춘삼 할아버지를 저승에 데려가려는 차사들을 모두 쫓아내고 사람의 모습으로 나타나 할아버지와 손자를 돌본다. 성주신은 인간을 지켜주는, 해를 끼칠 수 없는 신이기 때문에 차사들은 힘으로 몰아내지만 할아버지의 집을 부수려는 인간들에게는 속수무책으로 당한다. 손자가 초등학교에 입학할 때까지 할아버지를 살아있게 하려는 것으로 보아 인간에 대한 연민이 있고 책임감 있다고 할 수 있다.

### 원동연
정신불안으로 군대 내에서 관심병사로 불리는데, 선임인 김수홍의 도움을 많이 받는다. 주도적으로 행동하지 못하는 인물이고 정상적인 판단을 혼자 내리기 어려워한다. 김수홍을 실수로 총을 쏜 사건 후에도 패닉에 빠져 사건을 수습하지 못하고 쓰러진 김수홍의 지시에 따라 박중위에게 연락한다. 사건이 수습된 후에는 죄책감에 시달려 자살하려는 모습도 보인다. 김수홍의 재판에 참고인으로 불려나가지만 불안 증세를 보이고 쉽게 대답하지 못한다.

### 박중위
군인으로서 맡은 역할과 훈련을 정석대로 해내는 모습을 보인다. 원동연, 김수홍과 같이 어울리며 상관으로서 휘하에 있는 병사들을 잘 챙긴다. 하지만 자신의 안위와 진급에 영향을 줄 사건이 생기자 바로 자신의 부하를 외면하는 이중적인 면모가 드러난다. 재판의 증인으로 불려나오면서도 끝까지 죄를 고백하지 않고 부정한다.

## 사건 진행 개요
이 영화에서는 세 가지 사건을 교차하여 이야기를 풀어나가고 있다.
- 첫 번째 사건 (저승편) :  김수홍의 재판

김수홍은 원귀가 되었다가 강림차사의 도움으로 저승에서 귀인으로 재판을 받는다. 이후 불의지옥, 살인지옥, 폭력지옥을 거치면서 차사들은 김수홍을 49번째 환생인으로 만들기 위해 무죄를 증명하려 한다.
- 두 번째 사건 (이승편) : 허춘삼 할아버지의 사망예정 유보

허춘삼 할아버지와 손자가 살고 있는 집을 수호하는 성주신은 허춘삼 할아버지가 이미 사망예정일이 지났음에도 할아버지를 저승에 데려가려는 차사들을 방해하며 이를 유보시키려 한다. 한편 재판을 진행하기 위해 할아버지를 데려와야 하는 차사들은 성주신에게 대응하는 데 실패하고 성주신과 합의를 맺는다.
- 세 번째 사건 (신화편) : 천 년 전 3차사들의 과거

3차사 중 강림차사를 제외한 해원맥과 덕춘은 생전의 기억이 사라진 상태이다. 해원맥과 덕춘이 죽었을 때 저승에 데려간 차사인 성주신과 우연히 만나게 되면서 천 년 전에 발생한 숨겨진 과거의 사건, 그들 간의 관계를 듣는다.

## 평점 및 평가

### 관람객과 전문가의 평점
네이버 영화 / 다음 영화 / 맥스무비 / 씨네21 / 무비스트
|          | 관람객 평점 | 관람객 수 | 전문가 평점 | 전문가 수 |
| 네이버   | 7.71        | 39,667    | 6.31        | 13        |
| 다음     | 6.8         | 3,809     | 6.4         | 13        |
| 맥스무비 | 6.5         | 74        |             |           |
| 씨네21   | 7.43        | 7         | 6.25        | 8         |
| 무비스트 | 7           | 23        |             |           |

### 관람객과 전문가의 평가

#### 호평
영화에서 호평을 주는 관객들은 대체로 ‘감동적이며 반전 결말이 소름 돋았다.’ 등의 반응을 보였다. 또한 스토리가 탄탄했고 1편에서 짧게 다뤘던 지옥에서의 이야기로 1편에 등장하지 않았던 뒷이야기들을 알 수 있어서 좋았다는 반응이다. 새로 등장한 ‘성주신’ 캐릭터는 관객들에게 웃음을 주고 잠시 쉬어갈 수 있게 하는 역할을 한 점이나 해원맥의 새로우면서도 1편과 이어지는 그만의 매력적인 캐릭터도 좋은 평가를 얻었다. 덱스터 스튜디오의 VFX 수준 높은 기술을 볼 수 있었다는 의견이나 세 가지 사건을 교차하면서도 혼란스럽지 않게 서사를 잘 풀어갔다는 의견도 있었다.

#### 비판
수많은 관객 수를 확보했고 흥행에 성공했지만 호평보다는 비판이 더 많았는데, 특히 전문가들의 비평이 주를 이룬다. 일반 관객들은 뻔한 반전이며 141분이라는 다소 긴 상영시간에 1편의 뒷이야기와 천 년 전 차사들의 과거를 계속 설명하다보니 영화의 앞부분이 매우 지루했다는 평가를 내렸다. 전체적으로 이야기가 늘어진다는 의견과 함께 과한 CG로 굳이 등장하지 않아도 될 부분이 존재했다는 것에 많은 사람들이 공감하고 있다. 전문가들은 덱스터 스튜디오의 기술력을 홍보하는 것에 초점이 맞춰져 있다는 비판을 한다. 또한 사전부터 2부로 기획되었음에도 서사가 일정하지 못하고 1편의 CG를 반복으로 사용했다는 점, 1편의 이야기를 다듬으면서 따라가는데 기본적인 설정이 어긋나 의문점을 남긴다는 점도 지적했다.

## OST(Original Sound Track)
전작과 같이 스페셜 패키지로 2018년 8월 1일 오리지널 사운드 트랙을 발표했다.
음악감독 : 방준석
작곡/편곡 : 방준석, 임미란, 임지향, 강미미, 김혜현, 김지혜, 현서원, 최유미
배급 : 블루보이
| 트랙번호 | 곡 제목                  | 작곡                   | 편곡           |
| 1        | 귀인                     | 강미미, 방준석         | 강미미         |
| 2        | 일어나세요!              | 김혜현, 방준석         | 김혜현         |
| 3        | 재판을 받게 해주십시오   | 임미란, 방준석         | 임미란         |
| 4        | 허춘삼을 데려와라        | 임미란, 방준석         | 임미란         |
| 5        | 가택신 “성주”            | 임미란, 최혜인, 방준석 | 임미란         |
| 6        | 성주의 마을              | 최유미                 | 최유미         |
| 7        | 말해보거라               | 이지향, 방준석         | 이지향         |
| 8        | 대면                     | 김혜현                 | 김혜현         |
| 9        | 삼도천                   | 현서원, 이지향, 방준석 | 현서원, 이지향 |
| 10       | 삼도천2                  | 이지향, 방준석         | 이지향         |
| 11       | 적패지                   | 강미미, 현서원, 방준석 | 강미미         |
| 12       | 뭐가 문제야?             | 강미미, 방준석         | 강미미         |
| 13       | 부처                     | 현서원, 방준석         | 현서원         |
| 14       | 인면어                   | 임미란, 방준석         | 임미란         |
| 15       | 인면어2                  | 이지향, 방준석         | 이지향         |
| 16       | 똥 묻은 성주             | 김지혜, 방준석         | 김지혜         |
| 17       | 우리 기억을 찾아줘       | 강미미, 방준석         | 강미미         |
| 18       | 해원맥                   | 김지혜, 방준석         | 김지혜         |
| 19       | 해결사                   | 김혜현, 방준석         | 김혜현         |
| 20       | 최고의 무사              | 임미란, 방준석         | 임미란         |
| 21       | 지붕 위의 해원맥         | 김지혜, 방준석         | 김지혜         |
| 22       | 성주의 이야기            | 현서원, 방준석         | 현서원         |
| 23       | 펀드                     | 현서원, 방준석         | 현서원         |
| 24       | 덕춘의 과거              | 김지혜, 방준석         | 김지혜         |
| 25       | 강림의 아버지            | 이지향, 방준석         | 이지향         |
| 26       | 아버지의 유언            | 김혜현, 방준석         | 김혜현         |
| 27       | 강림의 동생              | 임미란, 방준석         | 임미란         |
| 28       | 장기                     | 김혜현                 | 김혜현         |
| 29       | 대결                     | 김혜현, 방준석         | 김혜현         |
| 30       | 거자필반                 | 현서원, 방준석         | 현서원         |
| 31       | 위기                     | 이지향, 방준석         | 이지향         |
| 32       | 도움의 손길              | 김혜현, 방준석         | 김혜현         |
| 33       | 철거반 아니에요          | 김지혜, 방준석         | 김지혜         |
| 34       | 랩터                     | 이지향, 방준석         | 이지향         |
| 35       | 동사무소                 | 이지향, 방준석         | 이지향         |
| 36       | 뛰어!                    | 김혜현, 방준석         | 김혜현         |
| 37       | 티라노 사우르스          | 최유미                 | 최유미         |
| 38       | 할아버지의 이야기        | 김혜현, 방준석         | 김혜현         |
| 39       | 네 이놈!                 | 이지향, 방준석         | 이지향         |
| 40       | 두려워 하는 것           | 현서원, 방준석         | 현서원         |
| 41       | 수홍의 회상              | 현서원, 방준석         | 현서원         |
| 42       | 강림의 상처              | 현서원, 방준석         | 현서원         |
| 43       | 강림의 아버지2           | 이지향, 방준석         | 이지향         |
| 44       | 변명                     | 이지향, 방준석         | 이지향         |
| 45       | 옛날 옛적에              | 김혜현, 방준석         | 김혜현         |
| 46       | 어두운 해원맥            | 현서원, 방준석         | 현서원         |
| 47       | 죽음의 비밀              | 김지혜, 방준석         | 김지혜         |
| 48       | 돌고 돌아가는 인생       | 최유미                 | 최유미         |
| 49       | 후견인                   | 현서원, 방준석         | 현서원         |
| 50       | 불의지옥                 | 이지향, 방준석         | 이지향         |
| 51       | 난장판이 된 집           | 김지혜, 방준석         | 김지혜         |
| 52       | 괴로운 원일병            | 김지혜, 방준석         | 김지혜         |
| 53       | 성주                     | 이지향, 방준석         | 이지향         |
| 54       | 억울한 망자              | 김지혜, 방준석         | 김지혜         |
| 55       | 밀언                     | 임미란                 | 임미란         |
| 56       | 폭력지옥                 | 이지향, 방준석         | 이지향         |
| 57       | 설원                     | 김혜현, 방준석         | 김혜현         |
| 58       | 가!                      | 현서원, 방준석         | 현서원         |
| 59       | 해원맥의 고백            | 현서원, 방준석         | 현서원         |
| 60       | 천년 전 과거             | 김지혜, 방준석         | 김지헤         |
| 61       | 천년동안 지켜보니까      | 현서원, 방준석         | 현서원         |
| 62       | 정신차려                 | 김혜현, 방준석         | 김혜현         |
| 63       | 밝혀지는 비밀            | 이지향, 방준석         | 이지향         |
| 64       | 강림의 기억              | 김지혜, 현서원, 방준석 | 김지혜         |
| 65       | 덕춘의 눈물              | 김지혜, 방준석         | 김지혜         |
| 66       | 강림의 눈                | 최유미                 | 최유미         |
| 67       | 박중위                   | 김지혜, 방준석         | 김지혜         |
| 68       | 수홍의 마지막 재판       | 임미란, 방준석         | 임미란         |
| 69       | 수사                     | 김혜현, 방준석         | 김혜현         |
| 70       | 강림의 고백              | 임미란, 방준석         | 임미란         |
| 71       | 강림의 지옥              | 현서원, 방준석         | 현서원         |
| 72       | 수홍의 최종판결          | 김혜현, 방준석         | 김혜현         |
| 73       | 호명 삼창                | 임미란, 방준석         | 임미란         |
| 74       | 용서                     | 강미미, 방준석         | 강미미         |
| 75       | 초군문                   | 강미미, 방준석         | 강미미, 최혜인 |
| 76       | 수홍에게 제안            | 임미란, 현서원, 방준석 | 임미란         |
| 77       | 신과 함께 엔딩 - 인과 연 | 임미란, 방준석         | 임미란         |
| 78       | 제안 1                   | 강미미, 방준석         | 강미미         |
| 79       | 제안 2                   | 임미란, 방준석         | 임미란         |

이외의 삽입곡으로 1990년 조용필 12집 ‘추억속의 재회’ - ‘돌고 도는 인생’ 이 사용되었다.

## 뒷이야기

### 제작 과정
감독은 7년 전 웹툰을 읽었을 당시 이승편 전체가 완결되지 않은 상황이어서 저승편만을 읽고는 한국에서 만들기 어렵다고 생각했다고 한다. 다시 연출 제안을 받고 신화편까지 모두 읽어보며 고려하게 되었는데 신화편을 인상깊게 읽고 인물과 서사에 감탄했다고 밝혔다. 영화의 키워드로 '용서' 와 '구원'을 꼽으며 차사들의 용서와 구원에 대한 이야기에 집중하여 표현했다고 강조했다. 이미 인기를 끌고 있던 주호민 작가의 웹툰을 원작으로 한 영화화 계획이 알려진 후 그 과정이 순탄치만은 않았다. 여러 우여곡절을 겪었는데 6년 동안 감독이 두 번 바뀌었고, 시나리오를 완성하기까지 탈고만 30번이 넘게 이루어졌다. 한국 영화에서 보기 드문 스케일로 판타지 영화답게 제작비가 대략 400억 가까이 투입되었고 1편과 2편이 함께 제작되었다.

### 캐스팅 비화
공유, 원빈, 김우빈 등이 캐스팅 제안을 받았지만 성사되지 않았고 미투와 관계된 배우들 오달수와 최일화를 대신해 조한철, 김명곤이 대신 투입되어 1편이 개봉된 뒤 2편을 재촬영하기도 했다. 이정재는 염라대왕 역으로 특별출연했는데 원래 1편의 유준상이 맡았던 소방관 역을 맡을 예정이었다. 이에 대해 이정재는 “시나리오를 받았을 때 염라가 등장하는 부분은 보지도 않았다. 그런데 나중에 염라 역을 해달라고 하더라” 고 말했다. 한편 염라대왕은 그의 상징이라고 할 수 있는 긴 머리카락을 가지고 있는데 이는 제작과정에서 내부 투표를 거쳐서 지금의 염라대왕의 외형이 완성되었다. 투표에 따라 염라대왕은 대머리가 될 수도 있었던 것인데, 이러한 외관 때문에 하정우는 이정재에게 ‘염라언니’라는 애칭을 붙여주기도 했다. 이 영화에서는 웹툰 원작과 달리 가택신 중 측신과 조왕신이 등장하지 않고 성주신만 출연한다. 이에 대해 성주신 역을 맡은 마동석은 성주신이 다른 가택신과 합쳐진 형태가 아니라 영화 서사의 시점이 측신과 조왕신이 사라진 후라서 그렇다고 설명했다.
김용화 감독은 출연 배우들과 다양한 인연을 가지고 있다. 하정우는 김용화 감독의 연출작 <국가대표>에서 재미교포 역으로 출연했다. 또한 이들은 중앙대학교 동문이기도 하다. 김동욱도 <국가대표>에서  나이트 클럽 웨이터 출신 역을 맡았다. 감독에 대한 신뢰가 깊어 영화 시리즈의 시나리오도 보지 않고 출연을 결정했다고 한다. 이정재는 김용화 감독의 <오! 브라더스>에서 조로증에 걸린 동생과 사건에 휘말리는 역을 맡았고 감독이 제안한 특별 출연을 흔쾌히 받아들였다.

### 그 외
신과함께 시리즈는 판타지 요소가 상당부분 가미되어 있기 때문에 VFX를 적용하기 위해서 그린매트와 블루스크린 위에서 촬영이 이루어졌다. 이 때문에 배우들이 연기에 몰입하기 어려웠음을 털어놓는데, 연기파 배우로 알려진 하정우조차 “공룡이 나오는 장면이 가장 창피했다”라며 “강림이 거기서 바닥에 원을 긋는다. 100명이 넘는 스태프가 쳐다보는데 ‘김수홍 눈 감아!’라고 한 뒤, 다방구를 하는 것처럼 원을 그렸다. 상당히 민망했다” 고 했다. 또 이 영화에서는 멜로라인이 등장하지 않지만 해원맥과 덕춘 사이에 멜로라인이 있을 뻔했다고 한다. 영화에서 해원맥은 덕춘을 구해주고 챙겨주는 키다리 아저씨 같은 모습도 보이는데 이것이 멜로라인으로 비춰질 뻔했지만 이는 감독의 의도와 맞지 않아서 결국 편집을 통해 수정했다고 알렸다.
하정우와 마동석은 특히 작품을 같이 한 이력이 많은데 <히트(MBC, 2007)> <비스티 보이즈(2008)> <국가대표(2009)> <범죄와의 전쟁: 나쁜 놈들의 전성시대(2012)>   <군도: 민란의 시대(2014)> 등에서 호흡을 맞췄다. 하정우는 이번 영화에서 마동석과 재회에 대해 “사실 성주신보다 계속 애칭인 마동동으로 보였다. 마동석도 내가 ‘추격자’(2008)를 할 때 평소 장난치는 얼굴이 언뜻언뜻 보여서 웃겼다고 하더라”라고 말했다.

## 수상 경력
- 2018년 제27회 부일영화상 남자 인기스타상 (도경수)
- 2018년 제27회 부일영화상 여자 인기스타상 (김향기)
- 2018년 제55회 대종상 기술상 (진종현 외 1명)
- 2018년 제18회 대한민국청소년영화제 올해의 감독상 (김용화)
- 2018년 제18회 대한민국청소년영화제 아역배우부문 인기영화인상 (김향기)
- 2018년 제5회 한국영화제작가협회상 기술상 (진종현)
- 2018년 제18회 디렉터스 컷 시상식 올해의 남자신인연기자상 (도경수)
- 2019년 제10회 올해의 영화상 올해의 영화인상 (김용화)

## 미래
신과함께 3과 4는 2021년 제작을 목표로 하고 있다.

## 같이 보기
- 1987 (영화)
- 신과함께: 죄와 벌